# うわさのベーコン

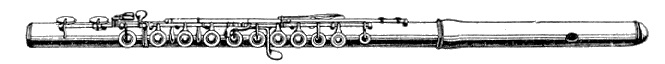
楽しい音楽とやらは現在進行形でしたがフルートの音色がたりない。「これ、使わないの？」と誰となく聞いてみたら、母が「お兄ちゃんが使っていたのだけれど、お兄ちゃんが交通事故で死んだから使う人がいなくなったんだよ。」と答えて来られたのでした。ここで改めて私は兄の死を知らされた。私は泣いてしまいました。わんわん泣いていても、母達は私をなぐさめず、自分の音楽にふけっています。それでもまだ泣いていた自分が、ふと泣くのをやめて辺りを見回すと、皆んな笑っている。"なぜ笑っているの？"
-「うわさのベーコン」
— 猫田道子(1999). p.125

うわさのベーコンは、女性作家の猫田道子による短編小説である。ストーリーの一貫性を保ちながらも日本語の規則から逸脱した文章が話題となった。1999年にクイック･ジャパン誌に掲載され、誤字、脱字の多さや敬語表現の間違いをはじめとする「パースペクティヴの狂った語り」と説明された。小説家の高橋源一郎が自身の文学論において繰り返し言及しただけでなく、「九〇年代で一番感心した小説」と評したことで知られる。2000年に発行された単行本の帯にも「一読して唖然とさせられる。」との売り文句がある。
1993年から翌1994年にかけて選考された第1回ジュノン小説大賞で最終候補作となり、受賞こそ逃したもののその特異な文体から編集者などの間で話題を呼び、ついに1999年にクイックジャパン誌上で全文が掲載された。2000年には「西山さん」「正一新聞」「卯月の朝」などの未発表短篇とあわせ太田出版から単行本が出版されているが、少部数に留まり増刷もされていないため、後に入手困難となった。

## あらすじ
藤原家の一人娘である「私」は幼い頃に兄を亡くした。手元には兄のかたみのフルートが残ったが「私」はそれをいとこの「おミッちゃん」にあげてしまい、「光司さん」との結婚という夢を追いかけ始める。しかし「光司さん」はいつになっても自分のところへ来ず、ついに結婚の夢は破れた。それまで漠然と音楽の勉強を続けていた「私」はフルートの練習に取り組むようになる。まわりが就職活動を済ませ卒業してゆくことに焦りながらも「私」はプロとして活動を始め、県内でも指折りのフルート奏者になった。しかしある日「私」は交通事故に遭い、二度の手術の甲斐もなく命を落とした。

## 作品
たまたま手にとったジュノンで新人文学賞が創設されることを知った作者は、1年近くかけてこの「うわさのベーコン」を書きあげ、小学校のときに使ったことのあるペンネーム「猫田道子」の名で応募した。それまでに文章を書いて賞に応募したことは一度しかなかったという。
作品は最終候補にまで残り「不思議な雰囲気を持った」「捨てがたい」作品という選評までついたものの、受賞作とはならなかった。しかしその個性に凄みを見いだす編集者が何人も現れ、うわさとはいえ幻の作品として知られるようになった。クイックジャパン誌がそういった声を作者の猫田道子に伝え、雑誌への作品の掲載を打診すると、猫田は快諾したため、1999年にクイックジャパン8月27日発行号(vol.26)に全文が掲載され、その後単行本にもまとめられた。
「うわさのベーコン」にことあるごとに言及していた高橋源一郎によれば、実は賞の最終選考では選考委員たちがこの小説の出来に怒りを露わにし、そのまま落選が決まったのだという。この小説は、語られている内容そのものはむしろ平凡な部類に属するものだが、「ルビ・ブリザード」とまで呼ばれる誤字脱字の多さ（雑誌掲載時にも訂正されなかった）、敬語の間違い、他者との距離感のずれによって特異な文体を獲得し、きわめて無垢な作家的自意識をあからさまにしている。猫田道子は文章がどこかおかしいことには気づいていたが、そのままにしていた。
この小説は初めて読む人の笑いを誘うが、一方で読者に作者はこの文体のままに現実を生きているのではないかという疑念を呼び起こす。
また「うわさのベーコン」の言葉は文学的なあらゆる規則に従わないが、かといって単に全く無意味というわけでも壊れているというわけでもない。高橋源一郎は、そもそもこの作品における作者と言葉の結びつきが通常の意味で小説的と呼ばれるものとは全く異なると指摘している。彼は「うわさのベーコン」の中にある言葉を「ほんとうの他者の言葉」、あるいは「死者」の言葉と呼んでいる。
2000年代後半以降、インターネットが普及し、誰でも誤りを含む文章を容易に公開できる世の中になると、うわさのベーコンのインパクトも薄らいで行った。

### 本作の誤りの例
日本語の文法としては辛うじて通っているが、物事との距離感が狂った表現が全編通して連続するため、読み手は違和感を受けることになる。
- 漢字を間違える。

- 「私が～を行われる。」などの敬語の誤用。

- 「私はのん気に食事をしていると、短大のクラスメイトが地元で婚約者をつくってベッドでセックスをしている。」と言った、地理的あるいは時間的な関係性を整理せず1文で書き表した文章。

## 単行本
- 猫田道子 (2000). うわさのベーコン. 太田出版. ISBN 978-4872335026